# Fluorescence
Ne doit pas être confondu avec luminescence ou phosphorescence.
« Fluorescent » redirige ici. Pour les autres significations, voir Tube fluorescent.

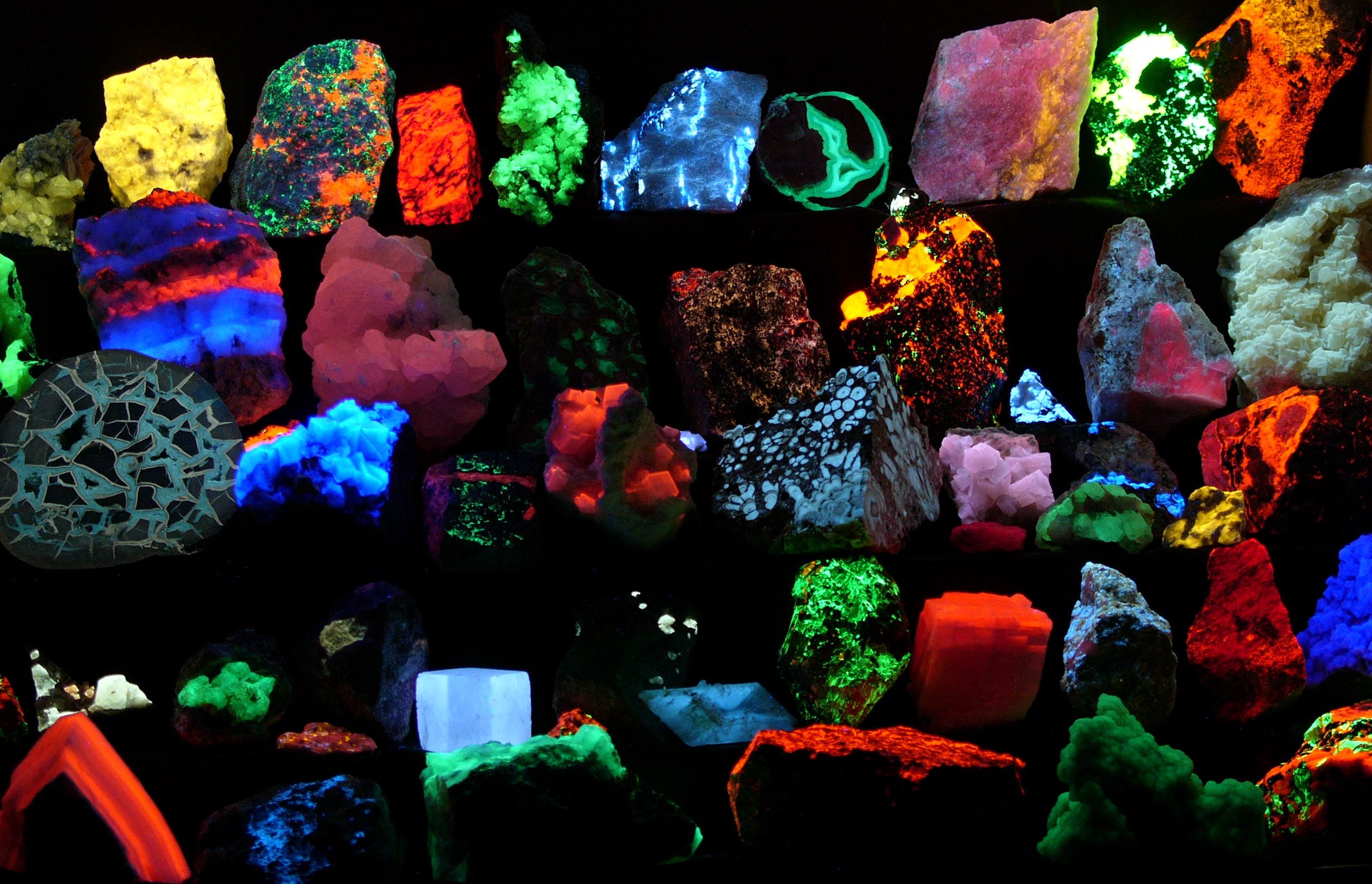
Minéraux fluorescents émettant de la lumière sous exposition à des ultraviolets.

La fluorescence est une émission lumineuse provoquée par l'excitation des électrons d'une molécule (ou atome), généralement par absorption d'un photon immédiatement suivie d'une émission spontanée. Fluorescence et phosphorescence sont deux formes différentes de luminescence qui diffèrent notamment par la durée de l'émission après excitation : la fluorescence cesse très rapidement tandis que la phosphorescence perdure plus longtemps. La fluorescence peut entre autres servir à caractériser un matériau.

## Différences entre fluorescence et phosphorescence

Schéma fluorescence vs phosphorescence.

Une molécule fluorescente (fluorophore ou fluorochrome) possède la propriété d'absorber de l'énergie lumineuse (lumière d'excitation) et de la restituer rapidement sous forme de lumière fluorescente (lumière d'émission). Une fois l'énergie du photon absorbée, la molécule se trouve alors généralement dans un état électroniquement excité, souvent un état singulet, noté S1. Le retour à l'état fondamental (lui aussi singulet et noté S0) peut alors se faire de différentes manières : soit par fluorescence, soit par phosphorescence.
La fluorescence est caractérisée par l'émission d'un photon de manière très rapide. Cette rapidité s'explique par le fait que l'émission respecte une des règles de sélection de l'émission de photons de la mécanique quantique qui est ΔS=0, ce qui signifie que la molécule reste dans un état singulet.
La phosphorescence quant à elle est caractérisée par une transition d'un état S=0 vers un état S=1 (état triplet noté T1), qui n'est pas permise par le modèle quantique, mais qui est rendue possible par le couplage spin-orbite. Cependant, la transition est plus lente à s'effectuer. Suit alors une émission de photon pour retourner à l'état fondamental.

## Généralités
La lumière ré-émise par la molécule excitée lors de la fluorescence peut être de même longueur d'onde (fluorescence de résonance) ou de longueur d'onde plus grande, voire parfois plus petite (absorption à deux photons). Dans les milieux liquides en particulier, le fait que la longueur d'onde d'émission après excitation soit plus grande provient du fait que la molécule retourne à l'état fondamental à partir du niveau de vibration le plus bas de l'état excité (règle de Kasha). Cette différence est appelée déplacement de Stokes.
Ce déplacement du spectre d'émission vers des longueurs d'onde plus élevées, décrit par le déplacement de Stokes, facilite grandement la séparation et la détection de la lumière de fluorescence, signal spécifique délivré par le fluorophore.
Il existe un grand choix de fluorochromes, chacun pouvant être caractérisé par ses spectres d'excitation et d'émission.
Le principe de fluorescence est utilisé, entre autres, dans les microscopes confocaux à balayage laser, les microscopes à fluorescence et les spectrofluoromètres.
Le phénomène de fluorescence ne se limite pas à l'émission dans le spectre visible, mais concerne toute la gamme du spectre électromagnétique, notamment l'émission de rayons X (fluorescence X).

## Histoire
- D'après le moine Sung Tsan-Ning (919-1001), l'Empereur de Chine Zhao Kuangyi (976-997) possédait une peinture représentant à la lumière du jour un buffle broutant l’herbe devant son étable. La scène se transformait la nuit : le buffle était dans son étable. Il explique le phénomène par l’utilisation d’une peinture mélangée à une substance spéciale fabriquée à base de coquille perlière pour la scène de nuit et d’une peinture mélangée à de la poussière d’une roche particulière éjectée dans la mer par un volcan. Il est donc possible que les Chinois aient découvert bien avant Canton (1768) le phosphore fabriqué à base de coquille d’huîtres mais ce n’est pas sûr du tout car dans certains de ses écrits le moine Sung Tsan-Ning se montre particulièrement fabulateur. En tous cas, ce récit est la mention la plus ancienne connue d'un matériau créé par l'homme capable d'emmagasiner la lumière du jour pour la restituer ensuite[1].
- Ce procédé fut retrouvé par hasard[n 1] par le cordonnier et alchimiste bolonais Vincenzo Cascariolo (1571-1624) en 1603[2],[3].

- Le terme dérive du minéral fluorite qui a la particularité de présenter très fréquemment une fluorescence, mais aussi une triboluminescence, voire une thermoluminescence, sans être phosphorescente.
- C'est Stokes qui invente le mot fluorescence en 1852[4]. Il publie dans Philosophical Transactions of the Royal Society ses observations sur un phénomène qu'il propose de nommer fluorescence[n 2] (à la place de réflexion dispersive[6]), dans un article intitulé On the change of refrangibility of light[7]. Le terme est introduit en 1853[8],[9].

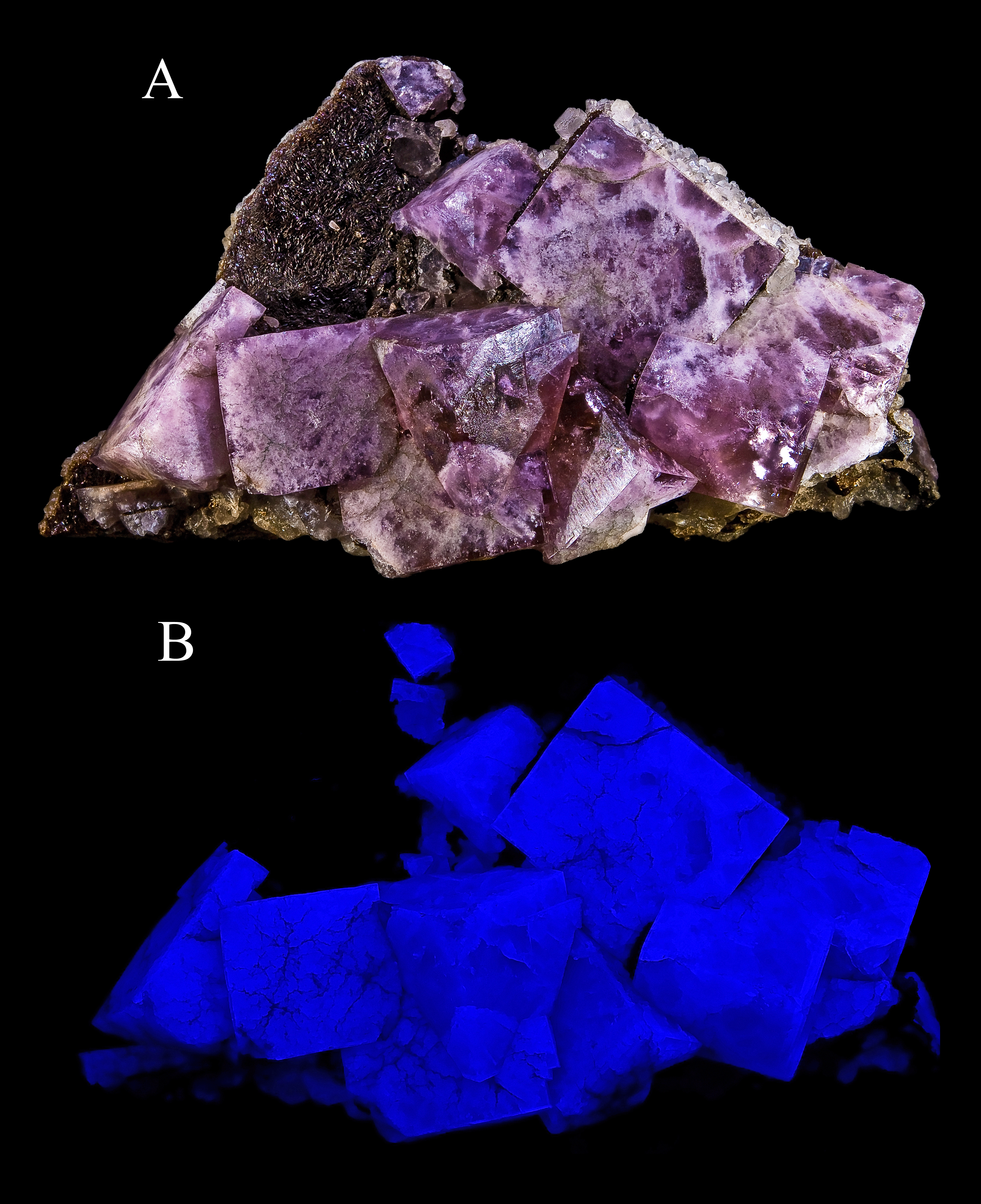
Fluorite.
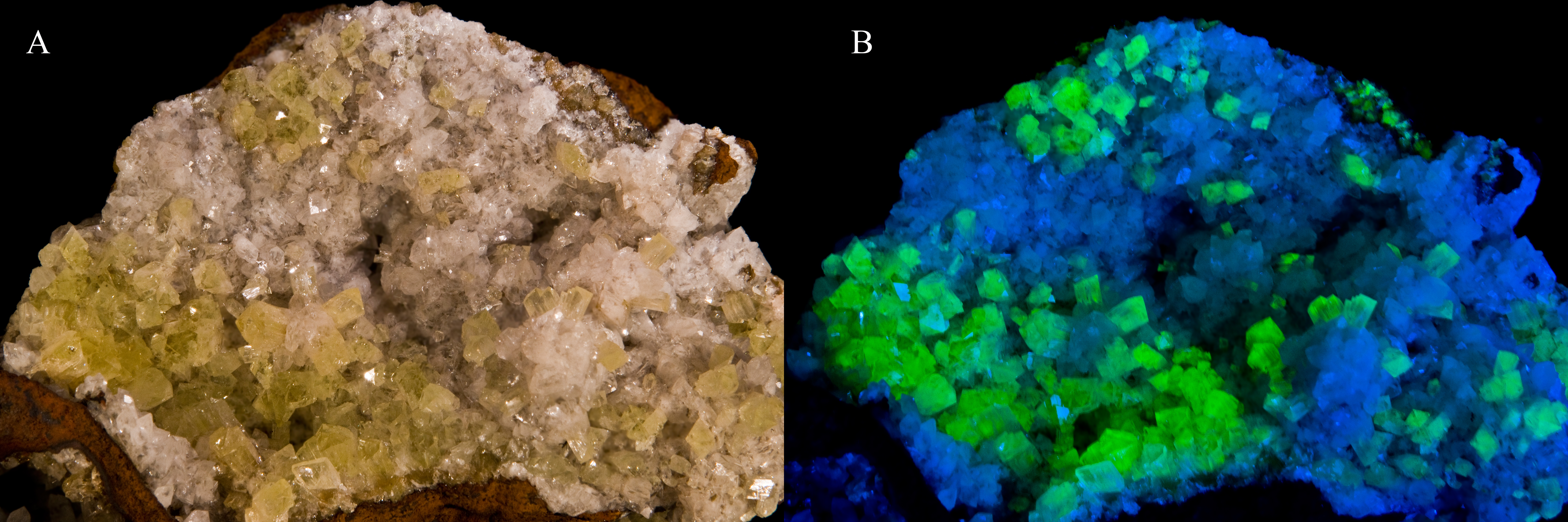
Adamite fluorescence verte et hémimorphite fluorescence bleu pâle.
Calcite.

### Minéraux pouvant présenter une fluorescence
Adamite, albite, allophane, alunite, amblygonite, analcime, andalousite, anglésite, anhydrite, ankérite, anthophyllite, aragonite, autunite, bénitoïte, berlinite, calcite, célestine, cérusite, chamosite, charlesite, charoïte, colémanite, corindon, cristobalite, cryolite, danburite, datolite, diaspore, diopside, disthène, dolomite, épidote, érythrite, fluorite, fluorapatite, gypse, halite, haüyne, hémimorphite, heulandite, jadéite, laumontite, lussatite, manganaxinite, magnésio-axinite, magnésite, mélanophlogite, mellite, microcline natrolite, okénite, oligoclase, opale, pectolite, périclase, phlogopite, phosgenite, prehnite, quartz, rhodonite, scheelite, scolécite, smithsonite, sodalite, sphalérite, spinelle, spodumène, strontianite, thénardite, topaze, torbernite, trémolite, tridymite, uvarovite, variscite, wollastonite, wulfénite, zoïsite.

## Dans le monde vivant
De nombreux cas de fluorescence s'observent dans la nature, ils sont généralement visibles sous lumière UV. De tels cas sont connus, entre autres, chez des champignons, des fruits comme les bananes, des végétaux contenant de la quinine comme Cinchona officinalis, des arthropodes comme les scorpions, des mammifères comme les Didelphidae. Récemment, grâce à des chercheurs sud-américains, un phénomène de fluorescence a été observé chez un amphibien. Une petite grenouille arboricole ayant une couleur vert pâle avec quelques petits points sur le dos, qui brille d'un vert néon sous une lumière ultraviolette ou pour l'écureuil volant Glaucomys.

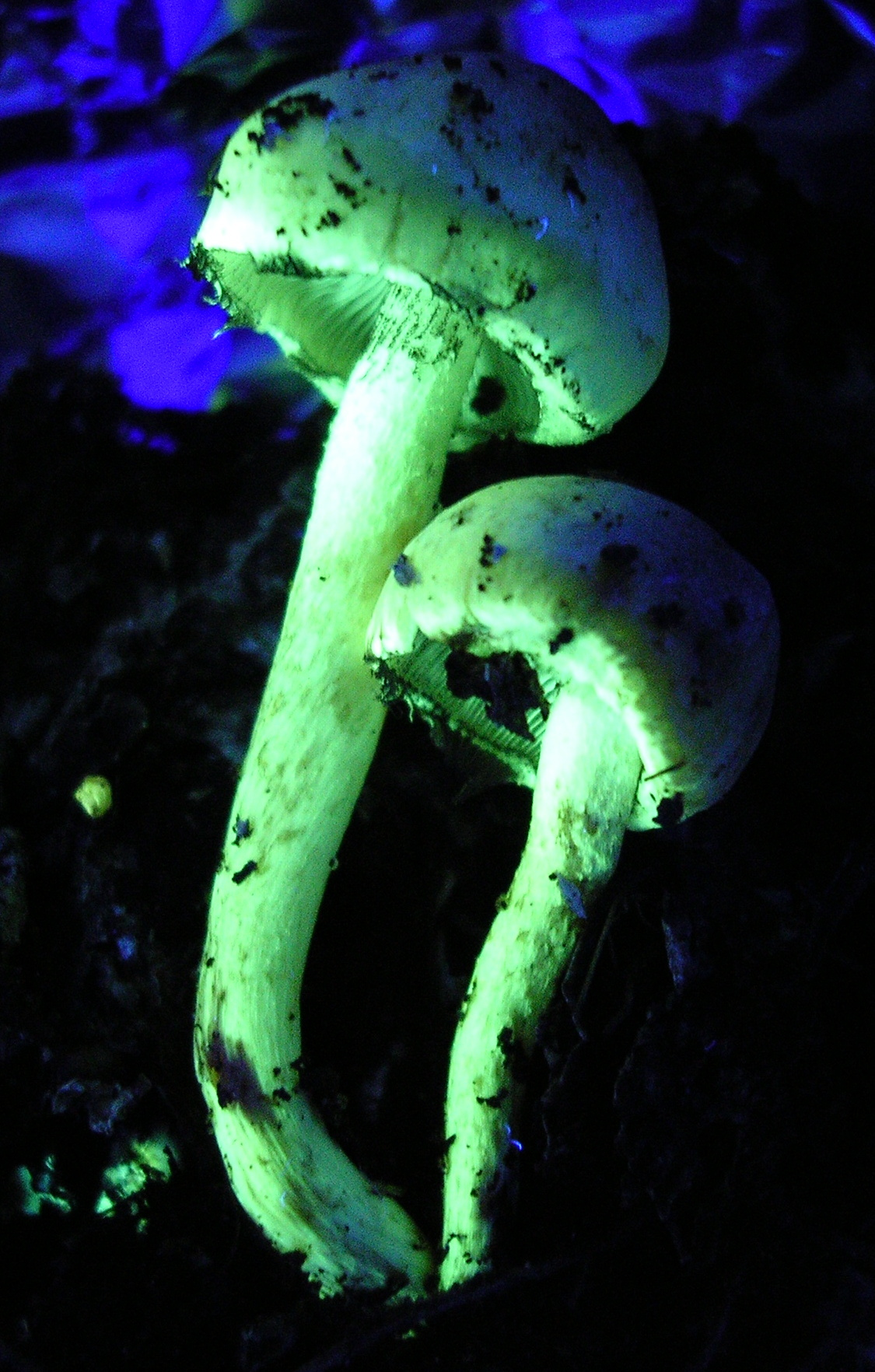
Champignon sous UVA.
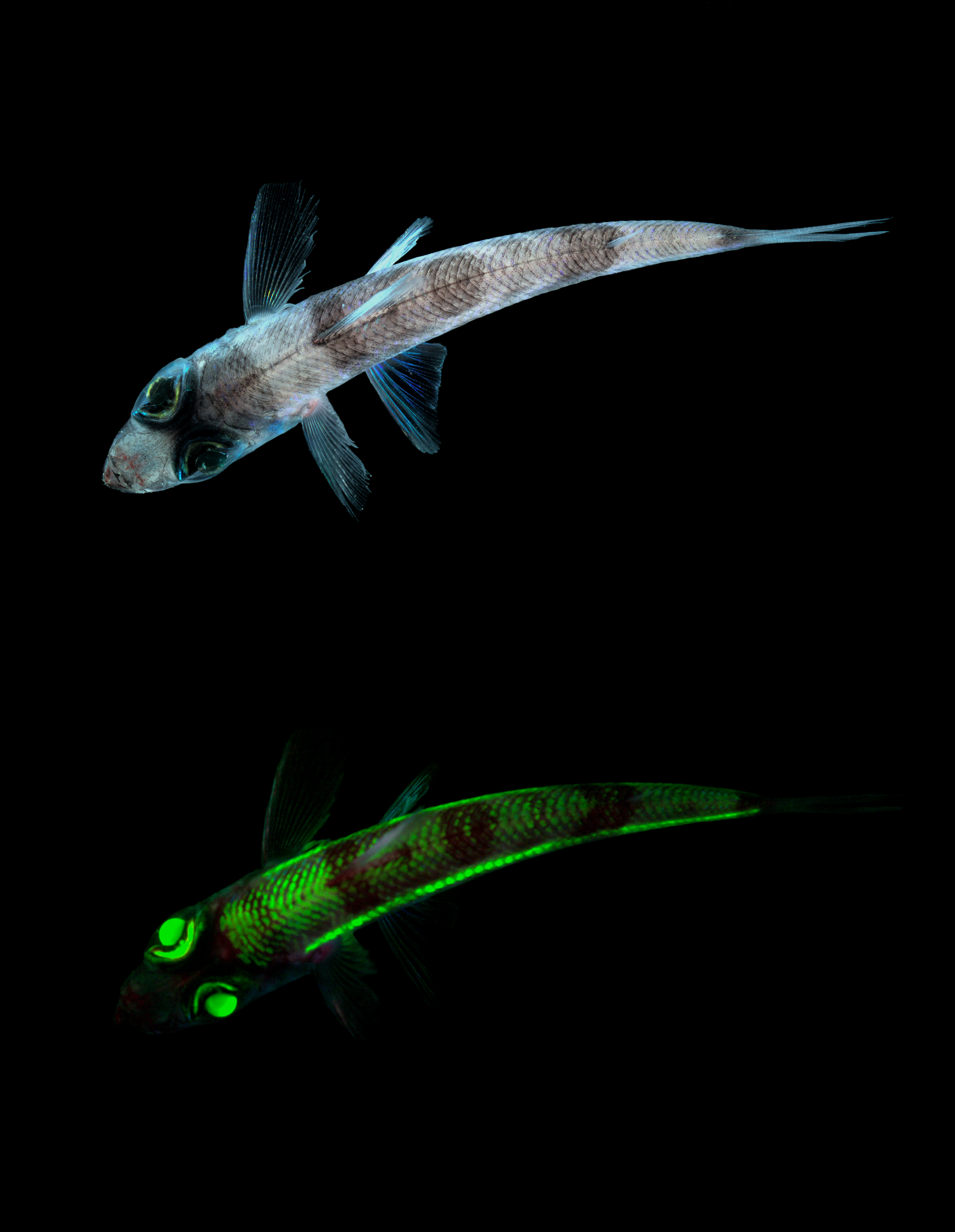
Un Éperlan du large sous lumière du jour et sous UV.
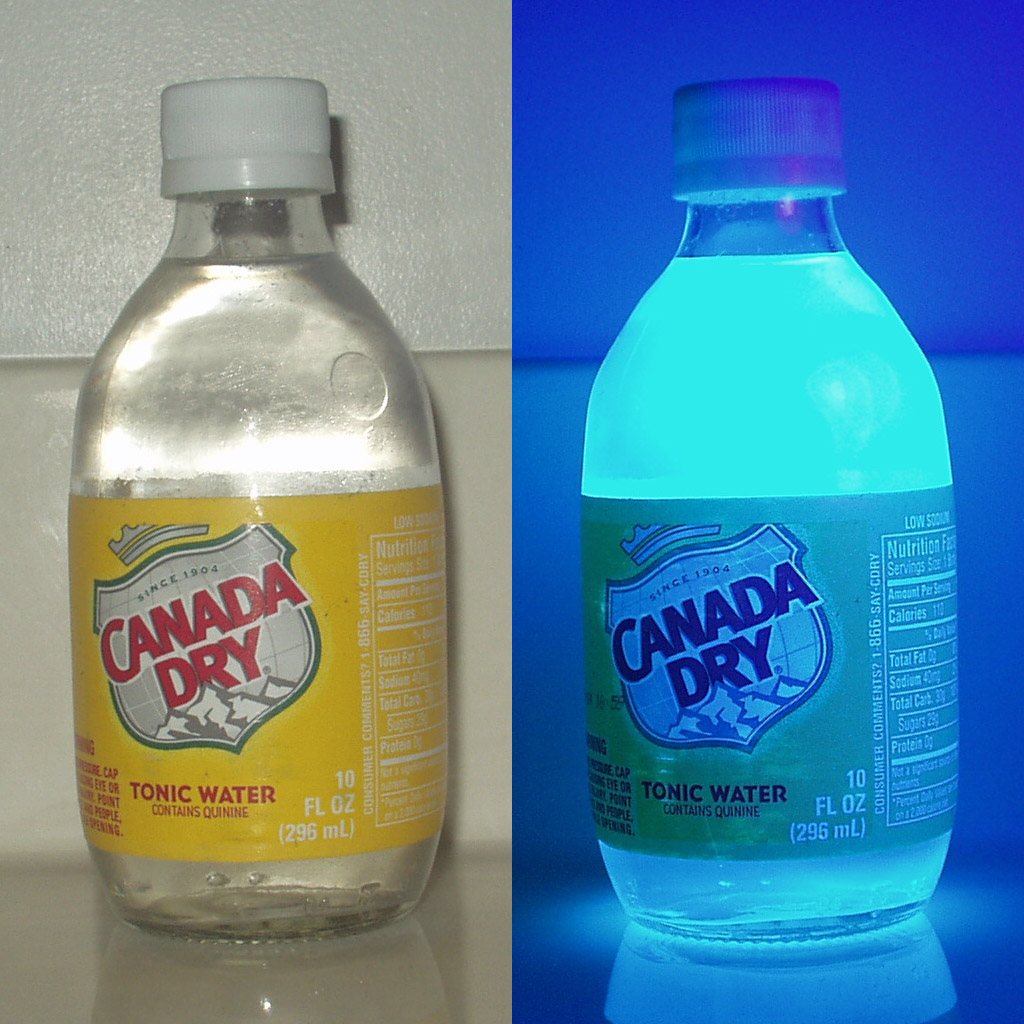
La quinine contenue dans certaines boissons gazeuses leur donne une fluorescence visible sous UV.
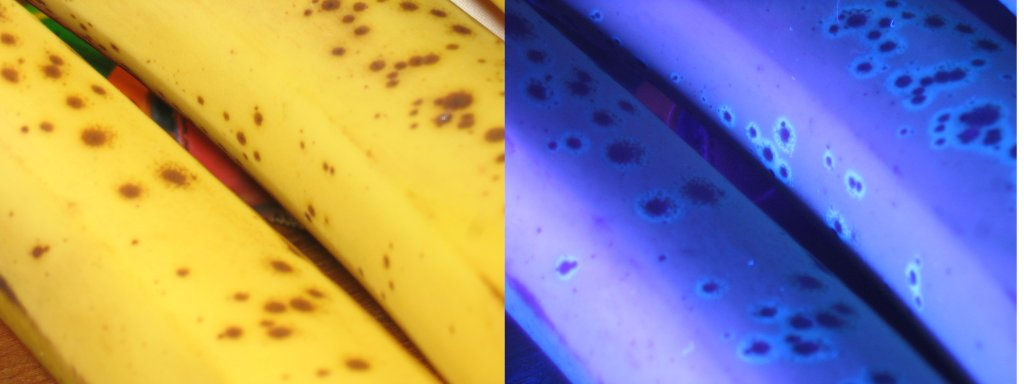
Bananes sous lumière du jour et sous UV[12].

La recherche de fluorescence dans la nature a longtemps été difficile parce que seule la lumière solaire y fournit habituellement des ultraviolets, mais la fluorescence qu'ils provoquent est peu visible des humains, puisque noyée dans la lumière du jour. Cela est devenu aujourd'hui plus facile grâce à l'arrivée de lampes électroluminescentes bon marché, capables d'émettre dans l'ultraviolet, et simples d'utilisation sur le terrain.
L'efficacité de fluorescence dans le monde vivant, c'est-à-dire combien de photons sont ré-émis pour combien de photons absorbés, est en général faible, inférieure à 1%. Les plumes du Toui de Spix mâle comptent parmi les meilleurs performances, arrivant à 3,5%, la peau du dos de Hypsiboas punctatus à 12%, les nids des polistes à 11% pour Polistes japonicus et 35,6% pour Polistes Brunetus, ou le Pachydactylus rangei, d'un rendement de 12,5%.

## Caractéristiques des fluorophores
Les différentes caractéristiques des fluorophores sont :
- longueurs d'onde : celles qui correspondent aux pics des spectres d'excitation et d'émission ;
- coefficient d'extinction (ou absorption molaire) : il relie la quantité de lumière absorbée, pour une longueur d'onde donnée, à la concentration du fluorophore en solution (M−1 cm−1) ;
- rendement quantique : efficacité relative de la fluorescence comparée aux autres voies de désexcitation (égal au nombre de photons émis / nombre de photons absorbés) ;
- durée de vie à l'état excité : c'est la durée caractéristique pendant laquelle la molécule reste à l'état excité avant de retourner à son état basal (picoseconde). Cette durée est assimilable à la demi-vie de l'état excité ;
- photoblanchiment (photobleaching) : lorsque la molécule est à l'état excité, il existe une certaine probabilité pour qu'elle participe à des réactions chimiques (on parle alors de réactions photochimiques), en particulier avec l'oxygène sous forme de radicaux libres. Le fluorochrome perd alors ses propriétés de fluorescence. Autrement dit, quand on excite une solution de molécules fluorescentes, une certaine proportion d'entre elles est détruite à chaque instant et par conséquent l'intensité de fluorescence décroît au cours du temps. Ce phénomène peut être gênant, notamment en microscopie de fluorescence, mais il peut également être mis à profit pour mesurer la mobilité moléculaire par la méthode de redistribution de fluorescence après photoblanchiment (FRAP) ou de FLIP (perte de fluorescence au cours d'un photoblanchiment local).

## Applications quotidiennes

### Applications diverses

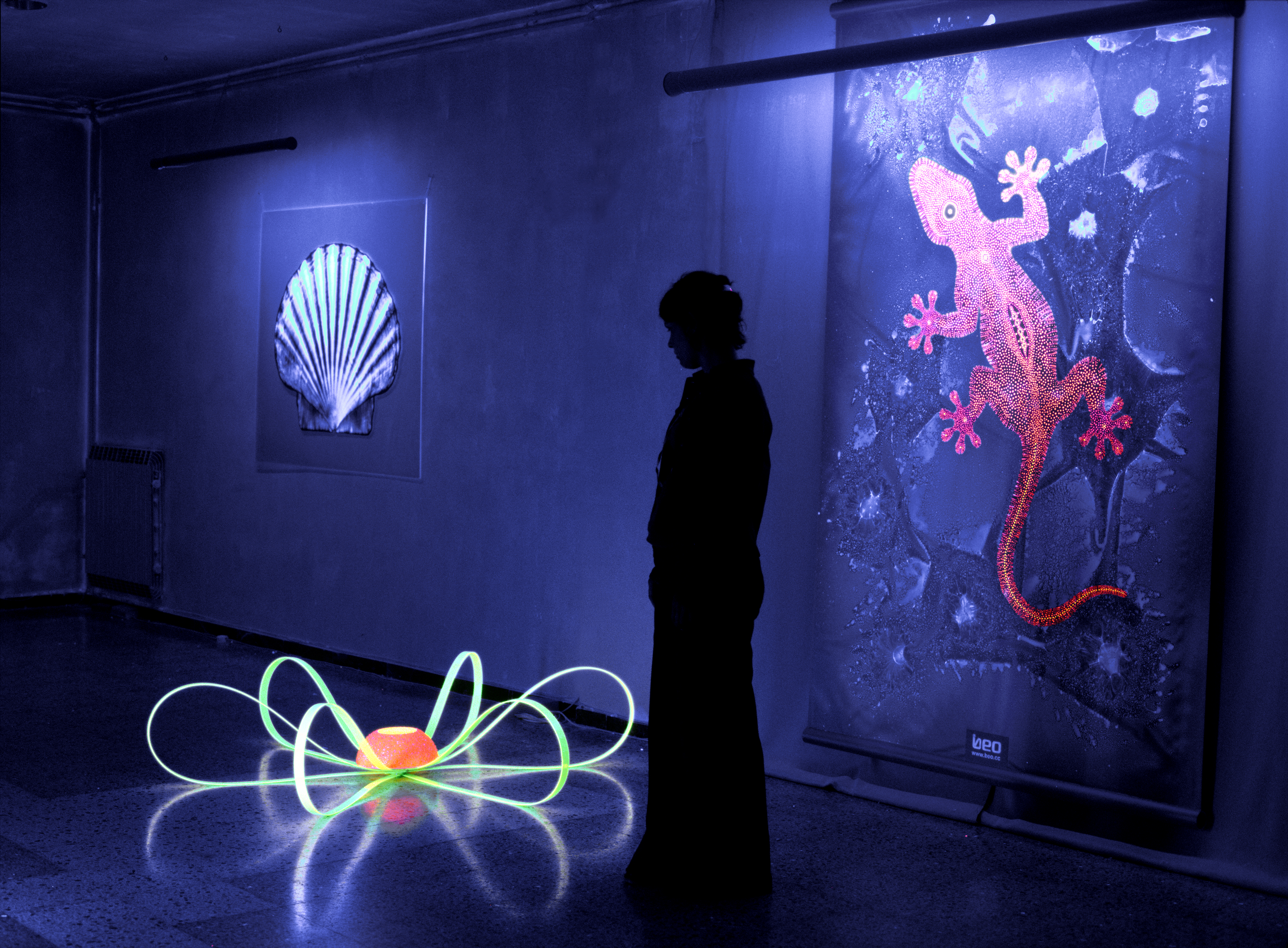
Beaux-arts : lumière noire et substances fluorescentes.

Du fait que la fluorescence se traduit généralement par l'émission de lumière visible à partir d'une source d'énergie invisible (ultraviolets), les objets fluorescents paraissent plus lumineux que des objets de même teinte, mais non fluorescents. Cette propriété est utilisée par les vêtements à haute visibilité et par les peintures anti-collision de couleur orange dont on peint, par exemple, certaines parties des avions, mais aussi dans un simple but esthétique (vêtements…).
La fluorescence est également utilisée dans le cas de la lumière noire, source lumineuse composée essentiellement de proches ultra-violets, qui fait ressortir les blancs et les objets fluorescents lorsqu'elle est émise dans la pénombre, afin de créer une ambiance spéciale.
La fluorescence est aussi utilisée avec les rayons X :
- elle permet de convertir les rayons en lumière visible pour l'œil ou un capteur CCD, pour de l'imagerie, ou bien pour un photomultiplicateur (scintillateur utilisé en diffractométrie X ou en spectrométrie de fluorescence des rayons X) ;
- elle permet de caractériser les matériaux, en spectrométrie de fluorescence des rayons X.

La fluorescence est également utilisée dans d'autres techniques d'imagerie médicales comme la tomographie optique diffuse où ils permettent de récupérer[Quoi ?] les fluorures présents dans un tissu biologique.
Les surligneurs déposent sur le papier une encre fluorescente visible et résistante à la lumière sans pour autant masquer le texte lui-même.
La technique de détection du mercure ou du plomb par des fluoroionophores sélectifs est aussi une application de la fluorescence.
En recherche de fuite, la fluorescence est très employée en mélangeant à l'eau des traceurs tels que la Fluorescéine ou la Rhodamine. Cela permet de déceler tout type d'infiltration ou de passage d'eau.

### Tube fluorescent
Le tube fluorescent (nom officiel : tube luminescent) est une autre application bien connue.
Ces tubes servent surtout à l'éclairage industriel et parfois domestique (appelés « néons » par erreur: car le gaz néon émet une lumière rouge). Ils contiennent des gaz, le plus souvent des vapeurs de mercure à basse pression ou de l'argon, qui émettent une lumière ultraviolette invisible lorsqu'ils sont ionisés. La paroi intérieure est recouverte d'un mélange de poudres fluorescentes, qui transforme cette lumière dans le domaine visible en s'approchant du blanc. Ces tubes offrent un bien meilleur rendement électrique qu'une lampe à incandescence, c'est-à-dire qu'ils émettent plus de lumens par watt consommé et, donc chauffent beaucoup moins. Aujourd'hui, la forme peut changer et l'électronique qui les contrôle permet un rendement encore amélioré. On trouve ainsi des lampes dites à économie d'énergie remplaçant avantageusement les lampes à incandescence (toutefois leur recyclage en fin de vie est complexe et coûteux).

## D'autres phénomènes naturels

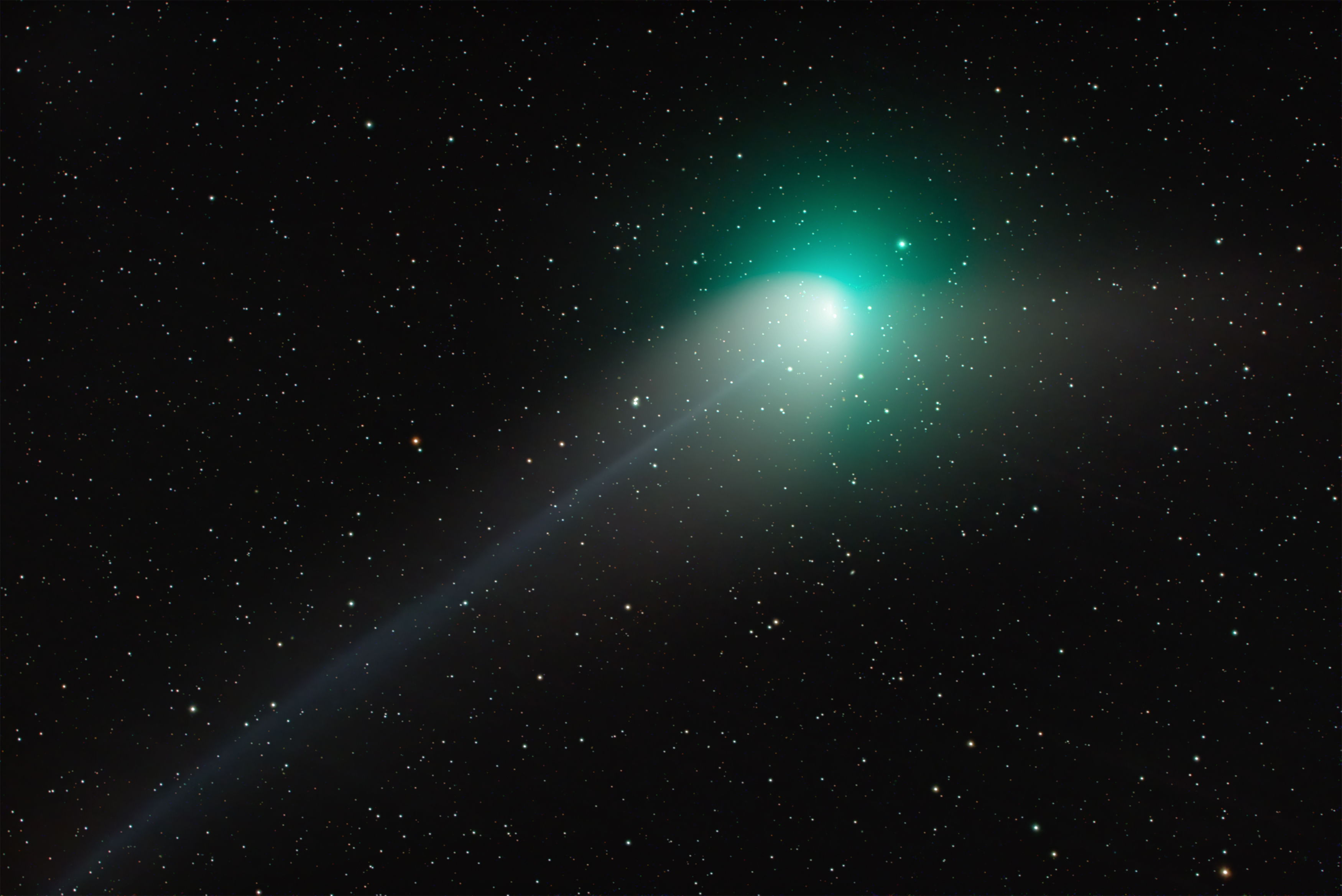
Comète C/2022 E3, image prise le 27 janvier 2023. Le phénomène de Fluorescence est la responsable de la couleur verte.

Le phénomène de fluorescence est observé, dans le domaine de l'astronomie, lors de l'observation des comètes. Ainsi en 2023, on s'apercevait que la comète C/2022 E3 possède la couleur verte, en raison d'une pleine existence de carbone diatomique C2 excité. Lors du retour de photon, le carbone diatomique fait créer 518 nanomètres d'onde, à savoir lumière verte.

## Utilisation
La chlorophylle a, comme tous les pigments, est fluorescente. La mesure de la fluorescence de la chlorophylle a, émise par une plante ou un organisme photosynthétique en général, est un puissant outil pour mesurer l'absorption de la lumière et le fonctionnement de la photosynthèse.
Certains bioessais, comme le Luminotox, utilisent la fluorescence photosynthétique comme une mesure indirecte de la toxicité sur un organisme photosynthétique. La baisse de fluorescence de la chlorophylle a étant un signe de la baisse de la photosynthèse et donc de l'effet d'un polluant sur l'organisme.